# Падалище
Пада̀лище или Падалища (на македонска литературна норма: Падалиште; на албански: Patalishti) е село в Северна Македония, в община Гостивар.

## География
Селото е разположено в областта Горни Полог на 21 км южно от Гостивар в южните склонове на Сува гора в долината на Лакавишката река.

## История
По намерени останки от църква, името на селото, някои топоними и изселилите се местни християнски родове може да се предположи, че Падалище е първото православно селище в региона. Църквата се намирала под селото, а развалините ѝ съществуват до 1947 г. Българското му население започва да се изселва през 30-те години на XIX век под натиска на заселващите се в него албанци. След като албанците обесват на мост селския кмет християнин, останалите в селото българи побягват.
Докато в Падалище е имало българи, една част от землището му попада в ръцете на пашите от рода Дерала (Мемет паша и други), живели в Тетово. Тяхна собственост е била и някогашната падалищка странноприемница. По-късно пашите го отстъпват на новодошлото албанско население.
В началото на XIX век Падалище е албанско село в Гостиварска нахия на Тетовска кааза на Османската империя. Андрей Стоянов, учителствал в Тетово от 1886 до 1894 година, пише за селото:
| „ | Падалища. — При селото има развалини отъ стара църква. | “ |

Според статистиката на Васил Кънчов („Македония. Етнография и статистика“) в 1900 година Падалища има 220 жители арнаути мохамедани.
През 1913 година селото попада в Сърбия. Според Афанасий Селишчев в 1929 година Падалища е село в Железнорешка община в Горноположкия срез и има 91 къщи с 495 жители албанци.
Според германска карта, издадена в 1941 година, въз основата на преброяването на населението на Югославия от 1931 г. посочва селото като населено с 600 жители албанци.
Цялото му население отказва да взима участие в преброяването от 1991 година, бойкотирайки провеждането му, поради което данните за тази година отсъстват.
Според преброяването от 2002 година селото има 721 жители, а според последното преброяване от 2021 година – 287 жители.
| Националност | Всичко |
| македонци    | 0      |
| албанци      | 251    |
| турци        | 0      |
| роми         | 0      |
| власи        | 0      |
| сърби        | 0      |
| бошняци      | 2      |
| няма данни   | 34     |
| други        | 0      |

## Личности
Родени в Падалище
- Ахмед Байрам, български войник, 15 допълнителна дружина, 2 рота, починал на 2 април 1917 година в град Силистра
- Адмир Мехмеди (1991), швейцарски футболист, играч в Първа Бундеслига [10]